# Södergöl (Järsnäs socken, Småland)
Södergöl är en sjö i Jönköpings kommun i Småland och ingår i Motala ströms huvudavrinningsområde.